# 다음 이야기
다음 이야기는 텔레비전·라디오 프로그램에 있어서 다음의 에피소드를 소개하는 프레임이다. 시간에 대해서는 프로그램이나 방송 방침에 의해 다르다 일반적으로는 다음번에 방송 예정의 영상을 흘리면서 내레이터가 내용을 설명하는 것이 기본이다.
다음 번 예고 영상이 계속 제공 크레딧 프레임에도 사용되는 일도 적지 않다.

## TV 드라마
현재의 TV 드라마의 경우, 수록이 끝난 다음 회 영상의 일부를 음성 첨부로 흘리는 것이 일반적이며, 예고 전용의 나레이션은 삽입되지 않는 경우가 많다.
그러나, 특촬 TV 프로그램 등의 아동용 드라마의 경우, 기본적으로 층을 같게 하는 애니메이션의 포맷을 답습하고 있어 애니메이션 같이 수록이 끝난 다음 회 영상에 씌워 극중과 같은 내레이터에 의한 나레이션이 행해지는 것이 일반적이다.이 형식은 시대극이나 쇼와 시대의 형사 드라마, 다이에이 TV 제작 드라마에도 보였다.

## 같이 보기
- 예고편